# Zwartmaskerrupsvogel
De zwartmaskerrupsvogel (Coracina larvata) is een vogel uit de familie van de rupsvogels.

## Kenmerken
De zwartmaskerrupsvogel is 23 cm lang. Het is een relatief donkere rupsvogel met veel zwart op de kop. Het vrouwtje heeft een zwart masker, bij het mannetje reikt het zwart tot op de borst. Verder is de vogel grijs, zoals alle rupsvogels.

## Verspreiding en leefgebied
De zwartmaskerrupsvogel heeft een groot verspreidingsgebied over Sumatra, Borneo en Java. Het is een vogel van montaan tropisch bos.
De soort telt drie ondersoorten:
- C. l. melanocephala: Sumatra.
- C. l. larvata: Java.
- C. l. normani: Borneo.

## Status
De grootte van de populatie is niet gekwantificeerd. In de jaren 1990 was de soort in de bergachtige streken op Sumatra en Borneo nog vrij algemeen. Er is geen aanleiding te veronderstellen dat de soort in aantal achteruit gaat. Om deze redenen staat deze rupsvogel als niet bedreigd op de Rode Lijst van de IUCN.